# Far and Away
Far and Away (Un horizonte muy lejano en España) (Horizontes lejanos o Un horizonte lejano en Hispanoamérica) es una película dramática, romántica y de aventuras dirigida por Ron Howard, teniendo como actores principales a Tom Cruise y Nicole Kidman.

## Argumento
Joseph Donnelly es un joven irlandés, que huye hacia Estados Unidos con la bella Shannon, hija de un terrateniente que se escapa de casa huyendo de una tradición que no acepta. Ambos persiguen el sueño de poseer algún día tierras de su propiedad y, teniendo eso en mente, llegan a Boston y empiezan a ahorrar con el dinero que él gana boxeando. Pero, tras perder Joseph una pelea, se arruinan y tienen entonces que sobrevivir sin nada a la dureza del invierno.

## Reparto
- Tom Cruise como Joseph Donnelly.
- Nicole Kidman como Shannon Christie.
- Thomas Gibson como Stephen Chase.
- Robert Prosky como Daniel Christie.
- Barbara Babcock como Nora Christie.
- Cyril Cusack como Danty Duff.
- Eileen Pollock como Molly Kay.
- Colm Meaney como Kelly.
- Clint Howard como Flynn.

## Producción

### Desarrollo
La base de la película está basada en una historia real que sucedió el 22 de abril de 1889 cuando alrededor de 50 mil personas se lanzaron a buscar un pedazo de tierra para poder establecerse a cambio de trabajarla y mejorarla. Esa fue la primera carrera de muchas, donde cientos de estadounidenses e inmigrantes lograron hacerse de un lote en el estado de Oklahoma que habían pertenecido a los pueblos originarios y que ahora se convertía para muchos en la materialización del sueño americano.
La película, la novena de Ron Howard, fue una película especial para él, ya que lleva el sello de su familia. Ya empezó a idearla cuando tenía 6 años, cuando visitó a su bisabuela en Kansas. En aquel día ella sacó de su cajón un periódico de 1890, que tenía una foto de la línea de salida de la carrera por la tierra de Oklahoma. Entonces ella pensó que su futuro esposo iba a la cabeza de la competencia, montado en un caballo. Ese personaje se convertiría luego en el Joseph de Cruise.

### Rodaje
La película se filmó en la República de Irlanda y en Montana.
Con el objetivo de lograr una recreación lo más fiel posible de las ya antes mencionadas históricas corridas de Oklahoma, se necesitaron 800 extras, 400 caballos y 200 carretas. Finalmente, para darle a la imagen final una mayor resolución y un efecto más envolvente, Howard decidió usar por primera vez en la industria hollywoodense una Panavision Super 70 mm, escenas que combinó con tomas realizadas con cámaras Arriflex 765, cámaras VistaVision de 35 mm para antenas y un Bell & Howell Eyemo de 35 mm montado con una lente anamórfica Panavision.

## Recepción
Se estrenó el 22 de mayo de 1992 en Estados Unidos. Tenía un presupuesto inicial de 32 millones de dólares y recaudó un total de 137 783 840 dólares. La película fue presentada al Festival de Cannes en 1992.

## Estrenos
| País                                                                          | Fecha de estreno                   |
| ----------------------------------------------------------------------------- | ---------------------------------- |
| Alemania                                                                      | Jueves 6 de agosto de 1992         |
| Argentina                                                                     | Jueves 27 de agosto de 1992        |
| Australia                                                                     | Jueves 4 de junio de 1992          |
| Austria                                                                       | Viernes 7 de agosto de 1992        |
| Bélgica                                                                       | Miércoles 23 de septiembre de 1992 |
| Belice · Costa Rica · El Salvador · Guatemala · Honduras · Nicaragua · Panamá | Viernes 7 de agosto de 1992        |
| Brasil                                                                        | Viernes 23 de octubre de 1992      |
| Chile                                                                         | Jueves 24 de septiembre de 1992    |
| Colombia                                                                      | Jueves 20 de agosto de 1992        |
| Corea del Sur                                                                 | Sábado 1 de agosto de 1992         |
| Dinamarca                                                                     | Viernes 11 de septiembre de 1992   |
| Ecuador                                                                       | Miércoles 7 de octubre de 1992     |
| Egipto                                                                        | Lunes 7 de diciembre de 1992       |
| España                                                                        | Viernes 25 de septiembre de 1992   |
| Estados Unidos · Canadá                                                       | Viernes 22 de mayo de 1992         |
| Filipinas                                                                     | Miércoles 28 de octubre de 1992    |
| Finlandia                                                                     | Viernes 7 de agosto de 1992        |
| Francia                                                                       | Miércoles 16 de septiembre de 1992 |

| País                         | Fecha de estreno                   |
| ---------------------------- | ---------------------------------- |
| Grecia                       | Viernes 16 de octubre de 1992      |
| Hong Kong                    | Jueves 16 de julio de 1992         |
| Hungría                      | Jueves 10 de septiembre de 1992    |
| India                        | Viernes 25 de junio de 1993        |
| Israel                       | Viernes 21 de agosto de 1992       |
| Italia                       | Viernes 18 de septiembre de 1992   |
| Japón                        | Sábado 18 de julio de 1992         |
| Líbano                       | Viernes 2 de octubre de 1992       |
| Malasia                      | Miércoles 9 de septiembre de 1992  |
| México                       | Viernes 30 de octubre de 1992      |
| Noruega                      | Jueves 10 de septiembre de 1992    |
| Nueva Zelanda                | Viernes 26 de junio de 1992        |
| Países Bajos                 | Jueves 17 de septiembre de 1992    |
| Perú                         | Jueves 17 de septiembre de 1992    |
| Portugal                     | Viernes 18 de septiembre de 1992   |
| Reino Unido Irlanda          | Viernes 31 de julio de 1992        |
| República Checa · Eslovaquia | Jueves 24 de septiembre de 1992    |
| República Dominicana         | Miércoles 23 de septiembre de 1992 |
| Singapur                     | Jueves 6 de agosto de 1992         |
| Sudáfrica                    | Viernes 2 de octubre de 1992       |
| Suecia                       | Viernes 4 de septiembre de 1992    |
| Suiza                        | Viernes 7 de agosto de 1992        |
| Tailandia                    | Sábado 29 de agosto de 1992        |
| Taiwán                       | Sábado 8 de agosto de 1992         |
| Turquía                      | Viernes 2 de octubre de 1992       |
| Uruguay                      | Viernes 4 de septiembre de 1992    |
| Venezuela                    | Miércoles 26 de agosto de 1992     |